# Chroniosuchidae
Los croniosúquidos (Chroniosuchidae) son una familia de tetrápodos que vivió durante entre el Pérmico Superior y el Triásico Superior.

## Galería

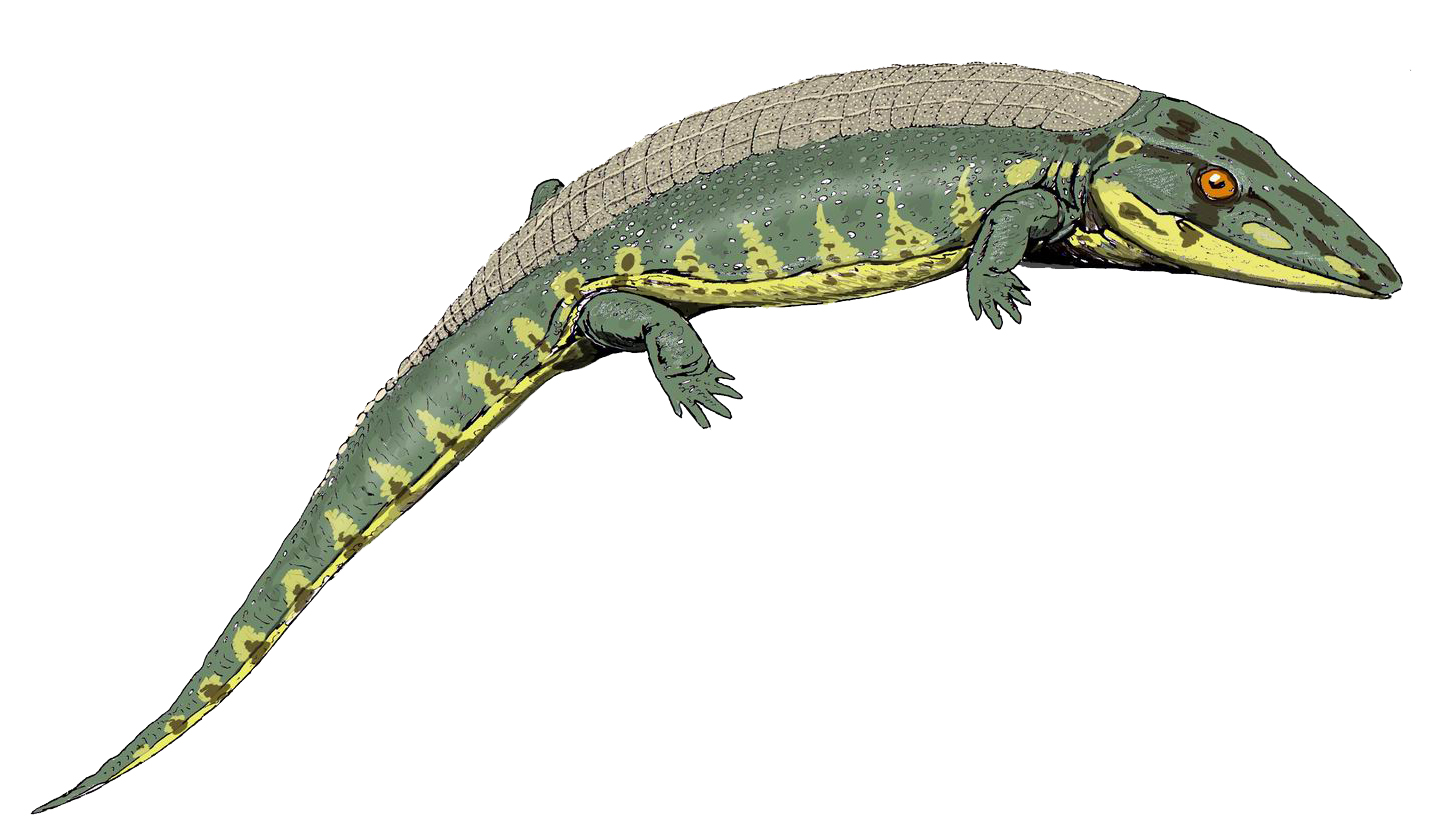
Chroniosaurus dongusensis
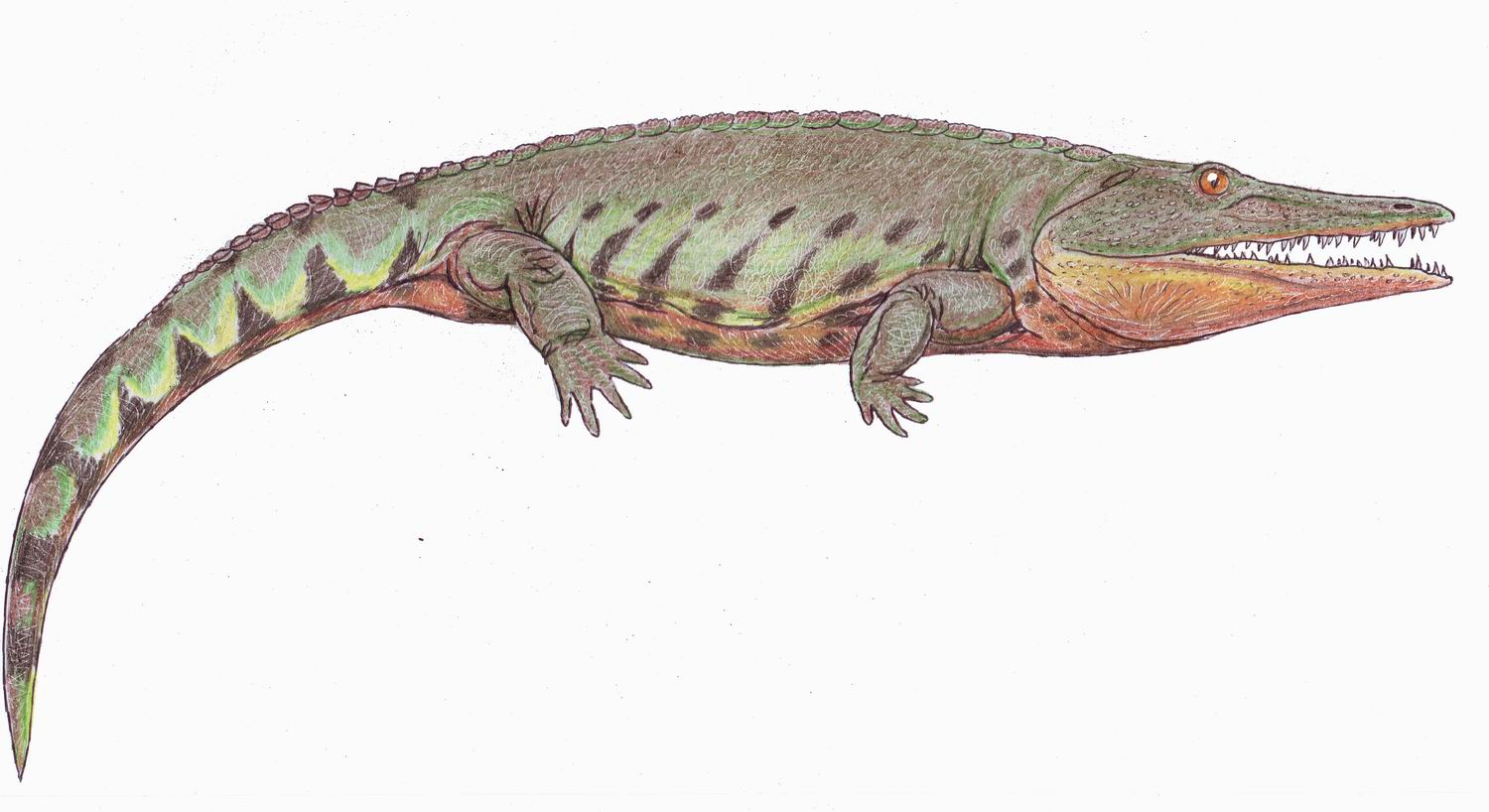
Uralerpeton tverdokhlebovae